# ダヴィド・メンデス・ダ・シルヴァ
ダヴィド・メンデス・ダ・シルヴァ（ポルトガル語: David Mendes da Silva、1986年10月11日 - ）は、ポルトガル生まれでカーボベルデのサッカー選手。カーボベルデ代表。ポジションはミッドフィールダー。

## クラブ歴
FCポルトの下部組織出身で2005年にBチームに昇格した。2007年にGDトウリゼンセに移籍した。
2008年6月に3年契約でPFCロコモティフ・メズドラに移籍。ロコモティフ・メズドラでは1部で15試合2得点の結果を残した。2009年1月にはPFC CSKAソフィアにルイ・ミゲルと共に移籍。26日のFKヤゴディナとの親善試合で初出場し、1得点目をアシスト、2得点目を決めて、大活躍した。リーグでは初出場となったOFCベラシツァ・ペトリチ戦で25mほどの距離から強烈なシュートを放って得点、0-3で勝利した。2010年1月にはスペインのCDカステリョンにレンタル移籍、2010-11シーズンの残りを同クラブで過ごす事となった。6月23日にはCSKAソフィアと合意し契約解除。
8月1日にはプレシーズンのトライアルで好印象を残して2年契約でキルマーノックFCに加入。彼はキルマーノックの監督がミクス・パーテライネンに代わってから初めての契約選手となった。
2012-13シーズンをポルトガルのSCオリャネンセで過ごした。2013年9月26日には1シーズンの契約で古巣のキルマーノックに復帰。しかし1シーズンぶりの古巣にフィットせず、2014年1月に放出された。
2015年にフィンランドのFFヤロに加入。2016年からはタイに移り、バンコクFC、ソンクラー・ユナイテッドFCに在籍。

## 代表歴
2012年10月にアフリカネイションズカップ2013予選でカーボベルデ代表に初招集、10月14日のカメルーン代表戦で初出場。その後の本戦でも南アフリカ共和国代表戦で出場を果たした。